# Tomandandy
Bei Tomandandy handelt es sich um das Filmkomponisten-Duo Tom Hajdu (Kanada) und Andy Milburn (Vereinigte Staaten). Neben der Komposition für Filme produzieren tomandandy auch Musik für Videospiele, Werbespots, Kunstprojekte und Modenschauen.

## Filmografie (Auswahl)

### Hauptkompositionen
- 1993: Killing Zoe
- 1995: Mr. Stitch (Fernsehfilm)
- 2000: Waking the Dead
- 2002: Die Regeln des Spiels (The Rules of Attraction)
- 2002: Die Mothman Prophezeiungen (The Mothman Prophecies)
- 2004: Mean Creek
- 2006: The Hills Have Eyes – Hügel der blutigen Augen (The Hills Have Eyes)
- 2006: Right At Your Door
- 2006: Der Pakt (The Covenant)
- 2007: P2 – Schreie im Parkhaus
- 2008: The Strangers
- 2008: The Echo
- 2008: Sleep Dealer
- 2009: The Good Guy
- 2010: Resident Evil: Afterlife
- 2010: And Soon the Darkness
- 2011: The Details
- 2011: I Melt with You
- 2012: Citadel
- 2012: Resident Evil: Retribution
- 2014: Animal
- 2014: Girlhouse – Töte, was du nicht kriegen kannst (Girl House)
- 2015: Sinister 2
- 2016: 47 Meters Down
- 2017: Wish Upon
- 2019: The Wolf’s Call – Entscheidung in der Tiefe (Le chant du loup)
- 2019: The Infiltrators
- 2019: The Silence
- 2019: 47 Meters Down: Uncaged
- 2019: Halloween Haunt (Haunt)
- 2019: Lucky Day

### Sonstiges
- 1991: JFK – Tatort Dallas (JFK, ergänzende Musik)
- 1994: Natural Born Killers (ergänzende Musik)
- 1995: The Sadness of Sex (ergänzende Musik)
- 1999: Arlington Road (ergänzende Musik)
- 2004: Glitterati (Titelmusik)
- 2008: Birds of America (ergänzende Musik)